# Chiesa dell'Assunzione di Maria Vergine (Rocca Canavese)
La chiesa dell'Assunzione di Maria Vergine è la parrocchiale di Rocca Canavese, in città metropolitana e arcidiocesi di Torino; fa parte del distretto pastorale Torino Nord.

## Storia
Il primo logo di culto di Rocca dedicato all'Assunzione di Maria fu costruito nel 1660 reimpiegando i materiali provenienti dallo smantellamento dell'antico castello.
Tra il 1771 e il 1801 la parrocchiale venne interessata da un ampio intervento di rifacimento.
La chiesa fu dotata nel 1913 dell'organo realizzato dalla ditta Vegezzi-Bossi e due anni dopo vennero dipinte da Federico Siffredi le decorazioni ad affresco; negli anni settanta si provvide ad eseguire l'adeguamento liturgico secondo i dettami postconciliari, in occasione del quale si procedette all'aggiunta nel presbiterio del nuovo altare rivolto verso l'assemblea e dell'ambone.

## Descrizione

### Esterno
La facciata a salienti della chiesa, che volge a sudest, è suddivisa da una cornice marcapiano aggettante in due ordini.
Il registro inferiore, più largo, si compone di tre corpi: quello centrale, più avanzato e abbellito da due semicolonne, presenta il portale maggiore, sormontato dal timpano semicircolare, e due nicchie con altrettante statue; le due ali laterali sono caratterizzate dagli ingressi laterali e da due rosoni ovali e coronate da balaustre. L'ordine superiore, invece, presenta tre nicchie, anch'esse ospitanti delle statue ed è coronata dal frontone di forma triangolare.
Annesso alla parrocchiale è il campanile, la cui cella presenta su ogni lato una monofora ed è coperta dal tetto a quattro falde.

### Interno
L'interno dell'edificio è suddiviso da pilastri sorreggenti la trabeazione in tre navate, ognuna delle quali composta da quattro campate e coperta da volta piana; al termine dell'aula si sviluppa il presbiterio, separato da essa da una balaustra, sopraelevato di un gradino, rialzato di due gradini, ospitante il marmoreo altare maggiore e chiuso dall'abside di forma semicircolare.